# August 2012
Portal Geschichte | Portal Biografien | Aktuelle Ereignisse | Jahreskalender | Tagesartikel

◄ |
20. Jahrhundert |
21. Jahrhundert

◄ |
1980er |
1990er |
2000er |
2010er
| 2020er | 2030er | 2040er

◄ |
2008 |
2009 |
2010 |
2011 |
2012
| 2013 | 2014 | 2015 | 2016 | ►

◄ |
Mai 2012 |
Juni 2012 |
Juli 2012 |
August 2012 |
September 2012 |
Oktober 2012 |
November 2012 |
►
Dieser Artikel behandelt tagesbezogene Nachrichten und Ereignisse im August 2012.

## Tagesgeschehen

### Mittwoch, 1. August 2012
- Paris/Frankreich: In Frankreich tritt die Finanztransaktionssteuer in Kraft. Vorbild sind ähnliche Steuern für wirtschaftliche Transaktionen, die Belgien, Finnland, Irland und weitere Staaten erheben.[1]
- Zeist/Niederlande: Louis van Gaal übernimmt das Traineramt der niederländischen Fußballnationalmannschaft der Herren.[2]

### Donnerstag, 2. August 2012
- Frankfurt am Main / Deutschland: Gegen die Empfehlung der Deutschen Bundesbank und gegen die Stimme von Jens Weidmann entscheidet sich der Rat der Europäischen Zentralbank für den Kauf weiterer Staatsanleihen in Milliardenhöhe von südeuropäischen Euro-Ländern, denen der Staatsbankrott droht.[3]

### Freitag, 3. August 2012
- London / Vereinigtes Königreich: Die Australierin Elizabeth Cambage wirft den ersten Dunking einer Frau in der Geschichte der Olympischen Sommerspiele.[4]
- Washington, D.C. / Vereinigte Staaten: Die USA leiden seit Wochen unter einer extremen Dürre. Getreide- und Fleischpreise steigen in die Höhe.[5]

### Sonntag, 5. August 2012

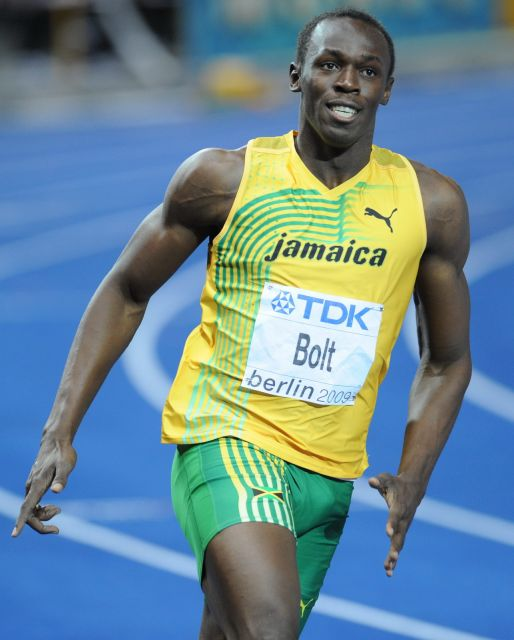
Usain Bolt

- Damaturu/Nigeria: Bei einem Selbstmordanschlag werden sieben Menschen getötet, darunter fünf nigerianische Soldaten.[6]
- Hakkâri/Türkei: Bei Schießereien zwischen der militanten Untergrundbewegung PKK und dem türkischen Militär sterben 23 Menschen.[7]
- London / Vereinigtes Königreich: Der jamaikanische Sprinter Usain Bolt gewinnt bei den Olympischen Spielen die Goldmedaille im 100-Meter-Lauf der Männer.[8]
- Oak Creek / Vereinigte Staaten: Bei einem Amoklauf in einem Sikh-Tempel werden sieben Menschen erschossen und drei Weitere werden verletzt.[9]
- Uttarkashi/Indien: Bei einer Flut im Staat Uttarakhand werden 7 Menschen getötet.[10]

### Montag, 6. August 2012
- Mars: Das Mars Science Laboratory mit dem Rover „Curiosity“ landet auf dem Mars.[11][12]
- Uppsala/Schweden: In den Provinzen Skåne und Halland, an der Grenze zu Dänemark, bebt die Erde mit einer Stärke von 4,3 Mw.[13]

### Dienstag, 7. August 2012
- Manila/Philippinen: Nach einem Hochwasser durch Monsunregen, sterben 60 Menschen und 500 weitere werden obdachlos.[14]
- Otite/Nigeria: Bei einem Attentat auf die Kirche „Deeper Life Church“ im Bundesstaat Kogi werden 16 Gläubige getötet.[15]

### Mittwoch, 8. August 2012
- Huntsville / Vereinigte Staaten: In Huntsville Unit, Texas wird der geistig behinderte Marvin Wilson hingerichtet und löst eine Debatte um die amerikanische Todesstrafe aus.[16]
- Stockholm/Schweden: Außenminister Carl Bildt gibt die vom belarussischen Staatspräsidenten Aljaksandr Lukaschenka verlangte Schließung der schwedischen Botschaft in Minsk zum 30. August 2012 bekannt. Aus einem Flugzeug warfen schwedische Aktivisten vor wenigen Wochen Teddybären über Belarus ab.[17]
- Yorba Linda/Vereinigte Staaten: Im kalifornischen Orange County bebt die Erde mit einer Stärke von 4,4 Mw.[18]

### Donnerstag, 9. August 2012
- Nuku'alofa/Tonga: Vor der Inselgruppe von Nuku Island Vava'u wird das britische Kaperschiff Port-au-Prince entdeckt. Das Piratenschiff war am 1. Dezember 1806 gesunken.[19]

### Freitag, 10. August 2012
- Mexiko-Stadt/Mexiko: Im Drogenkrieg in Mexiko von rivalisierenden kriminellen Banden werden rund 100 Menschen getötet.[20]

### Samstag, 11. August 2012
- Catania/Italien: Die italienische Billigfluggesellschaft Wind Jet stellt den Betrieb aus finanziellen Gründen ein.[21]
- Täbris/Iran: Bei einem Erdbeben der Stärke 6,4 Mw kommen über 300 Menschen ums Leben, Hunderte werden verletzt.[22]

### Sonntag, 12. August 2012

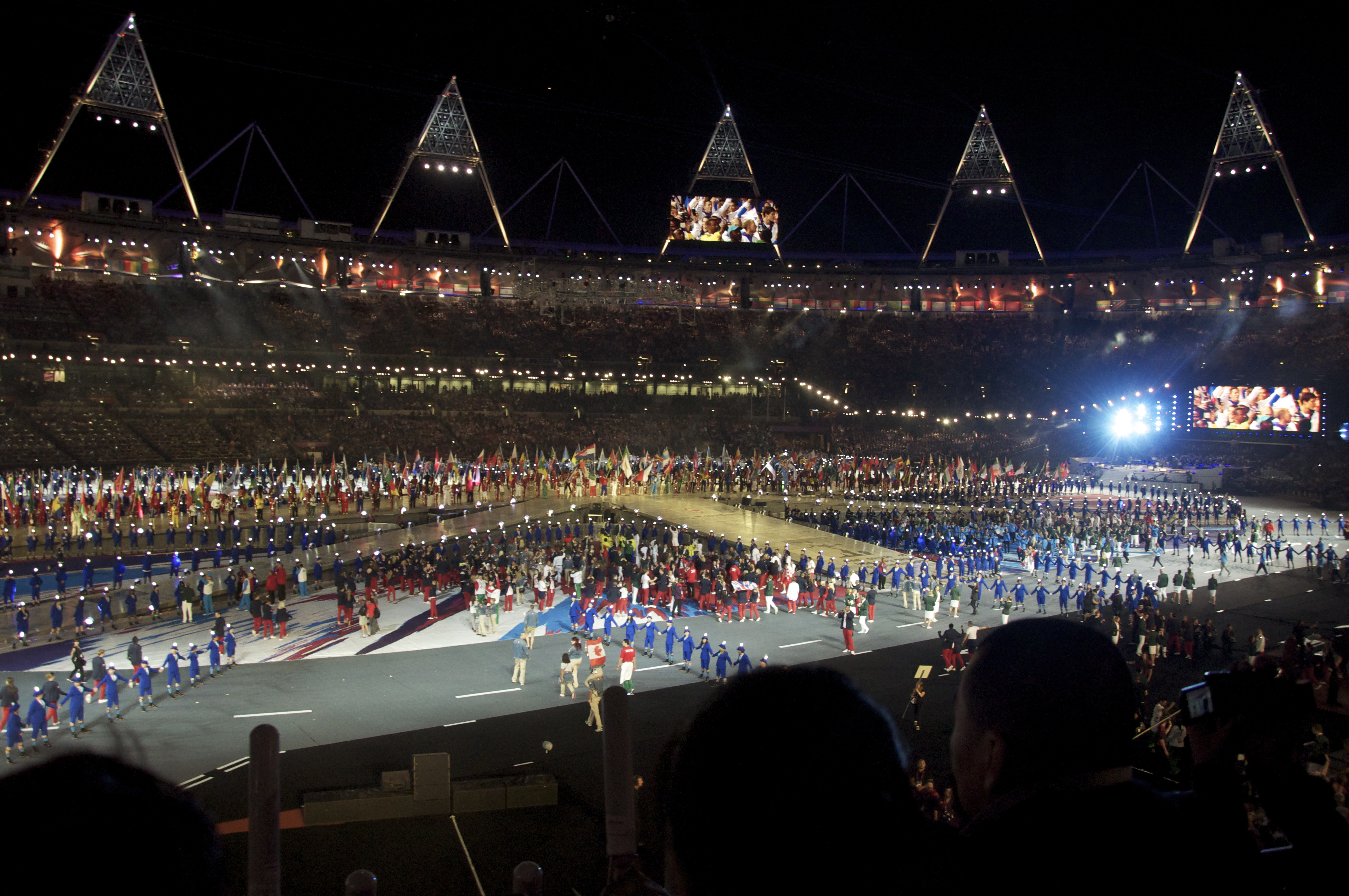
Abschlussfeier der Olympischen Sommerspiele 2012

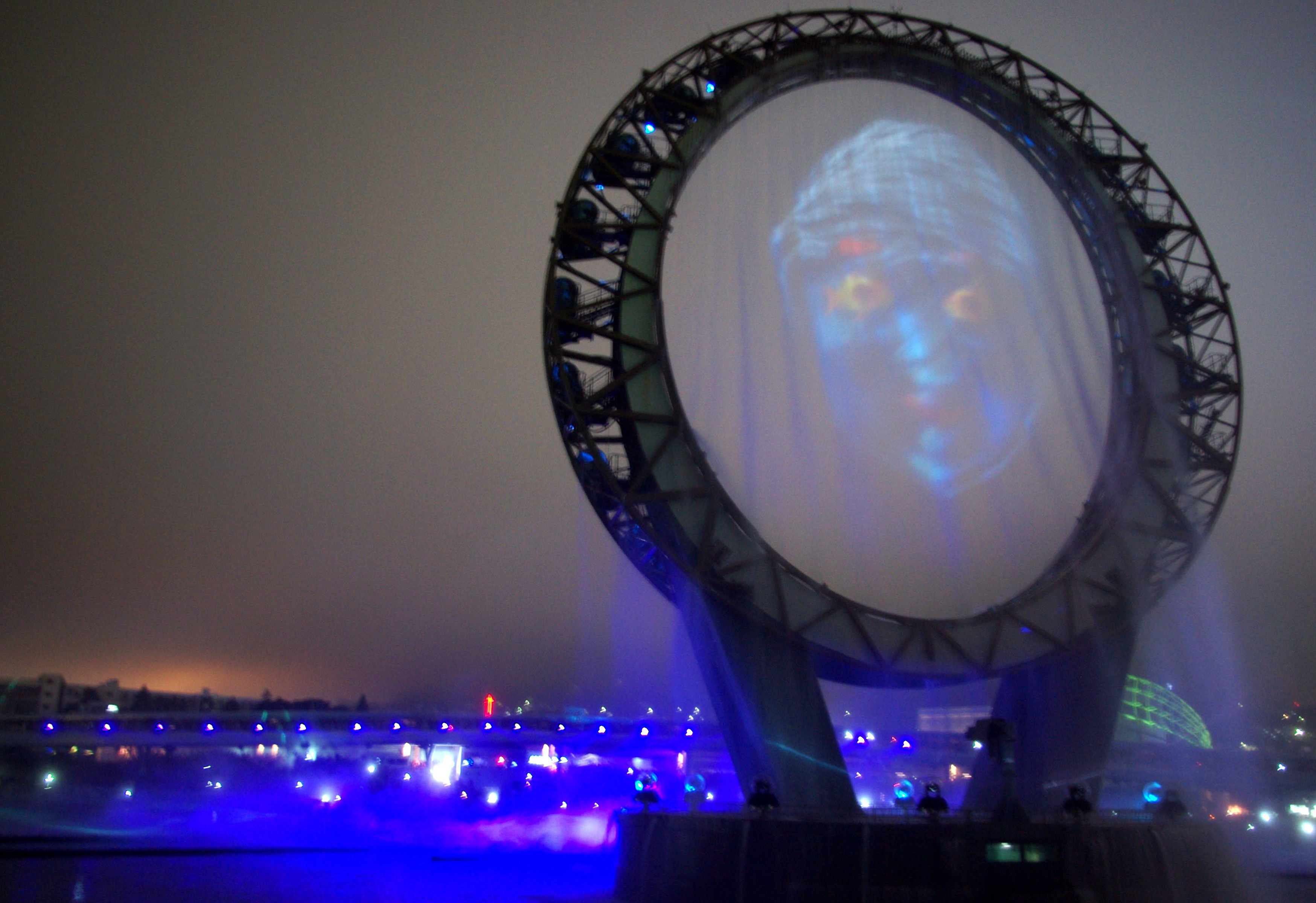
Eine von vielen Expo-Veranstaltungen

- London / Vereinigtes Königreich: Abschlussfeier der Olympischen Sommerspiele. Die erfolgreichste Nation sind die Vereinigten Staaten mit 104 Medaillen. 44 Medaillen gehen nach Deutschland und vier in die Schweiz.
- Maiduguri/Nigeria: Im Stadtteil Gwaidamgari ist ein großer Schlag gegen den Terrorismus gelungen. Die Armee kann 20 Mitglieder der Terrorgruppe Boko Haram töten.[23]
- Yarkant/China: Bei einem schweren Erdbeben im Autonomen Gebiet Xinjiang der Stärke 6,3 Mw werden mehrere Personen des Volksstammes der Uiguren verletzt.[24]
- Yeosu/Südkorea: Die Expo 2012 geht zu Ende.

### Montag, 13. August 2012
- College Station / Vereinigte Staaten: Bei einer Schießerei in der Nähe des Kyle Field, dem Football-Stadion der Texas A&M University, kommen drei Menschen ums Leben.[25]
- Pangoyi/DR Kongo: Bei einem Erdrutsch in einer Goldmine werden 60 Bergarbeiter getötet.[26]

### Dienstag, 14. August 2012
- Amiens/Frankreich: Bei schweren Krawallen zwischen Jugendgruppen und der Polizei werden 16 Polizisten verletzt.[27]
- Kathmandu/Nepal: Der Regierungschef von Nepal Jhala Nath Khanal tritt zurück und kündigt Neuwahlen in Nepal an. Zuvor war im Mai 2012 die Ausarbeitung einer neuen Verfassung gescheitert.[28]
- Otaru/Japan, Sachalin/Russland: Teile der japanischen Präfekturen Hokkaidō, Aomori und Iwate werden durch ein Erdbeben mit der Stärke 7,3 Mw mit Epizentrum im südlichen Ochotskischen Meer mit Intensitäten auf der JMA-Skala von 3 und darunter erschüttert, signifikante Schäden werden auch aus Russland gemeldet.[29][30]

### Mittwoch, 15. August 2012
- Kamra/Pakistan: Bei einem Selbstmordattentat von Tehrik-e-Taliban Terroristen, auf den Luftwaffenstützpunkt Minhas Airbase werden 8 Menschen getötet.[31]
- Mekka/Saudi-Arabien: Die Organisation für Islamische Zusammenarbeit hat Syrien ausgeschlossen.[32]

### Donnerstag, 16. August 2012
- Grevenbroich/Deutschland: Im nordrhein-westfälischen Grevenbroich wird mit BoA 2 und 3 das weltgrößte Braunkohlekraftwerk offiziell eröffnet.[33]
- London / Vereinigtes Königreich: Der Gründer der Internet-Plattform WikiLeaks, Julian Assange, soll politisches Asyl in Ecuador erhalten.[34]
- Marikana/Südafrika: Bei Auseinandersetzungen zwischen Polizei und streikenden Arbeitern der Lonmin PLC Platinmine werden 30 Menschen getötet.[35]
- Patong/Thailand: Bei einem Brand in der Tiger Disco Bar auf Phuket sterben vier Menschen.[36]

### Freitag, 17. August 2012

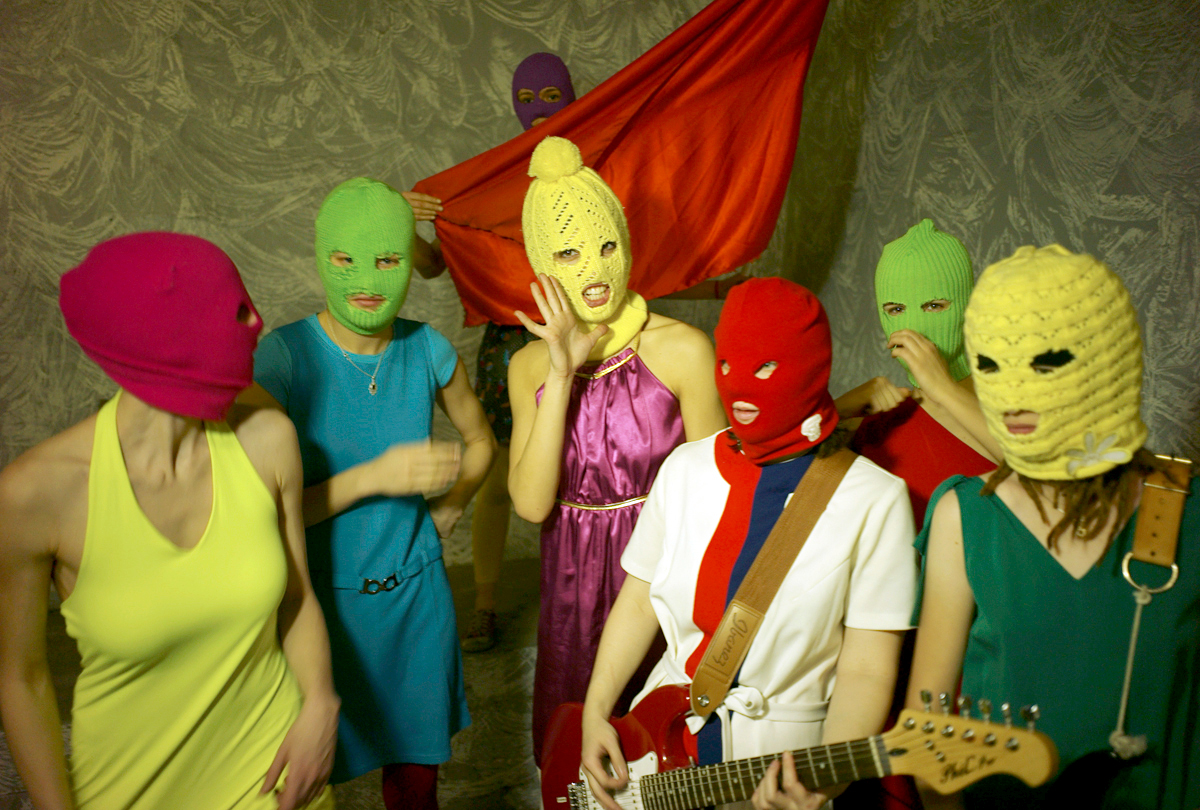
Pussy Riot

- Karlsruhe/Deutschland: Das Bundesverfassungsgericht in Karlsruhe erlaubt unter strengen Auflagen den Waffeneinsatz der Bundeswehr im Inland.[37]
- Moskau/Russland: Das Khamovnichesky-Gericht spricht die Punk-Band Pussy Riot aufgrund grober Verletzung der öffentlichen Ordnung schuldig.[38]

### Samstag, 18. August 2012
- Masbate/Philippinen: Bei einem Absturz einer Regierungsmaschine des Typs Cessna mit dem philippinischen Innenminister Jesse Robredo an Bord stürzt ins Meer und kostet mehrere Personen das Leben.[39]

### Sonntag, 19. August 2012
- Hanoi/Vietnam: Durch den Taifun Kai-Tak kommen 27 Menschen ums Leben.[40]
- Manado/Indonesien: Bei einem Erdbeben der Stärke 6,3 zwischen den Gebirgspässen von Moutong und Sigi auf der Insel Sulawesi werden drei Menschen getötet.[41]
- Talodi/Sudan: Bei einer Explosion eines Flugzeugs werden 31 Menschen einer offiziellen Delegation getötet, darunter Sudans Religionsminister Ghasi Al-Saddik.[42]

### Montag, 20. August 2012
- Addis Abeba/Äthiopien: Hailemariam Desalegn wird neuer Ministerpräsident des Landes, nach dem Tod des Amtsinhabers Meles Zenawi.[43]
- Gaziantep/Türkei: Bei einem Bombenanschlag im Stadtzentrum werden acht Menschen getötet und 50 weitere verletzt.[44]
- Naypyidaw/Myanmar: Die Regierung hebt die staatliche Zensur auf.[45]

### Dienstag, 21. August 2012

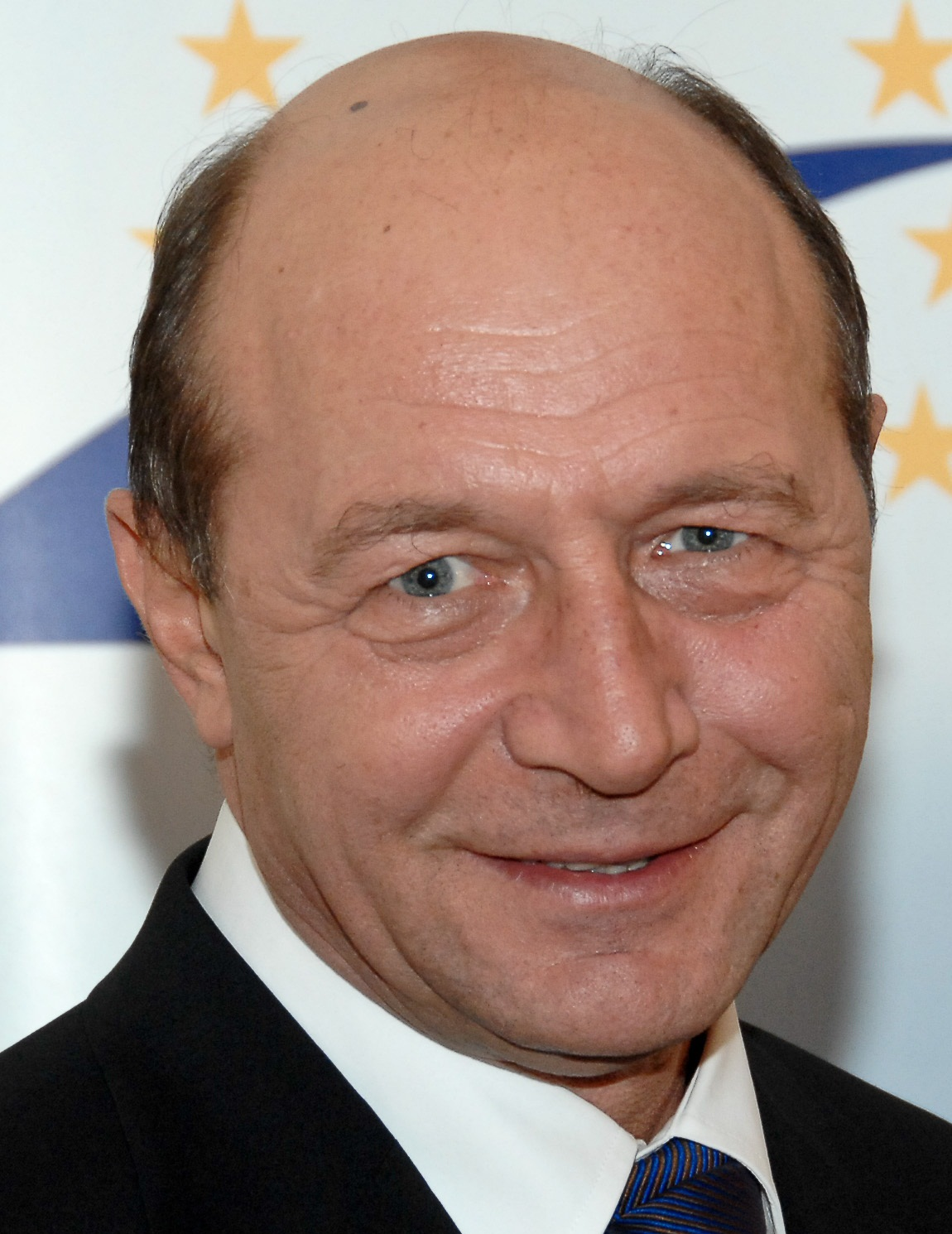
Traian Băsescu

- Bukarest/Rumänien: In der Staatskrise erklärt das Verfassungsgericht die Volksabstimmung zur Entmachtung von Präsident Traian Băsescu für ungültig.[46]
- Hola/Kenia: Am Tana River sterben bei Gefechten zwischen den Volksgruppen Orma und Pokomo 48 Menschen.[47]

### Mittwoch, 22. August 2012
- Düsseldorf/Deutschland: Erstmals bietet in Deutschland mit Nordrhein-Westfalen ein Bundesland islamischen Religionsunterricht an den Grundschulen an.[48]

### Freitag, 24. August 2012
- Dortmund/Deutschland: Die 1. Fußball-Bundesliga startet mit dem Spiel Borussia Dortmund gegen Werder Bremen im Westfalenstadion in ihre 50. Saison.[49]
- New York / Vereinigte Staaten: Bei einer Schießerei vor dem Empire State Building sterben zwei Menschen und acht weitere werden verletzt.[50]
- Washington, D.C./Vereinigte Staaten: Das US-amerikanische Unternehmen Apple gewinnt in Milliardenhöhe einen gerichtlichen Patentrechtsstreit gegen das südkoreanische Unternehmen Samsung.[51]

### Samstag, 25. August 2012
- Amuay, Halbinsel Paraguaná, Venezuela: Bei einer schweren Explosion und Folgebrand in der Ölraffinerie Complejo Refinador de Amuay werden 39 Menschen getötet und dutzende weitere verletzt.[52][53]

### Sonntag, 26. August 2012
- La Libertad/El Salvador: Ein Erdbeben der Stärke 7,4 löst eine Tsunami-Warnung für Gesamt-Zentralamerika aus.[54]

### Montag, 27. August 2012
- Istanbul/Türkei: Beginn der Schacholympiade
- New York / Vereinigte Staaten: Beginn der 131. US Open

### Dienstag, 28. August 2012
- Cheju/Südkorea: Durch den Taifun „Bolaven“ kommen neun Menschen auf See und dem Festland ums Leben.[55]
- München/Deutschland: Bei einer gezielten Bombensprengung im Stadtteil Schwabing werden kleine Brände ausgelöst und mehrere Fenster beschädigt.[56]
- New Orleans / Vereinigte Staaten: Der Tropensturm Isaac wird von den US-Behörden zum Hurrikan der ersten Kategorie eingestuft.[57]

### Mittwoch, 29. August 2012

Logo der Paralympischen Sommerspiele 2012

- London / Vereinigtes Königreich: Beginn der XIV. Paralympischen Sommerspiele
- München/Deutschland: Mit Javi Martínez verpflichtet der FC Bayern München den bislang teuersten Spieler im deutschen Profifußball.[58]
- Venedig/Italien: Die 69. Internationalen Filmfestspiele beginnen

### Donnerstag, 30. August 2012
- Mainz/Deutschland: Der rheinland-pfälzische Landtag lehnt den in Folge der Nürburgring-Affäre von der CDU-Fraktion eingebrachten Misstrauensantrag gegen Ministerpräsident Kurt Beck (SPD) ab.[59]
- Monaco/Monaco: Der Spanier Andrés Iniesta vom FC Barcelona wird zum ersten Mal zu Europas Fußballer des Jahres gewählt.[60]

### Freitag, 31. August 2012
- Luanda/Angola: Die Wahlen zur Nationalversammlung Angolas[61] gewinnt die Regierungspartei MPLA.[62]
- Old Bridge / Vereinigte Staaten: Bei einer Schießerei in einem Pathmark Super Center Supermarkt werden drei Menschen getötet.[63]
- Quezon/Philippinen: Ein Erdbeben mit der Stärke 7,9 Mw löst eine Tsunamiwarnung für die Länder am Pazifischen Ozean aus.[64]
- Stolberg/Deutschland: Der frühere Contergan-Hersteller Grünenthal entschuldigt sich bei der Einweihung eines Denkmals am Firmenstandort erstmals explizit bei den Opfern des Arzneimittelskandals.[65]

## Weblinks

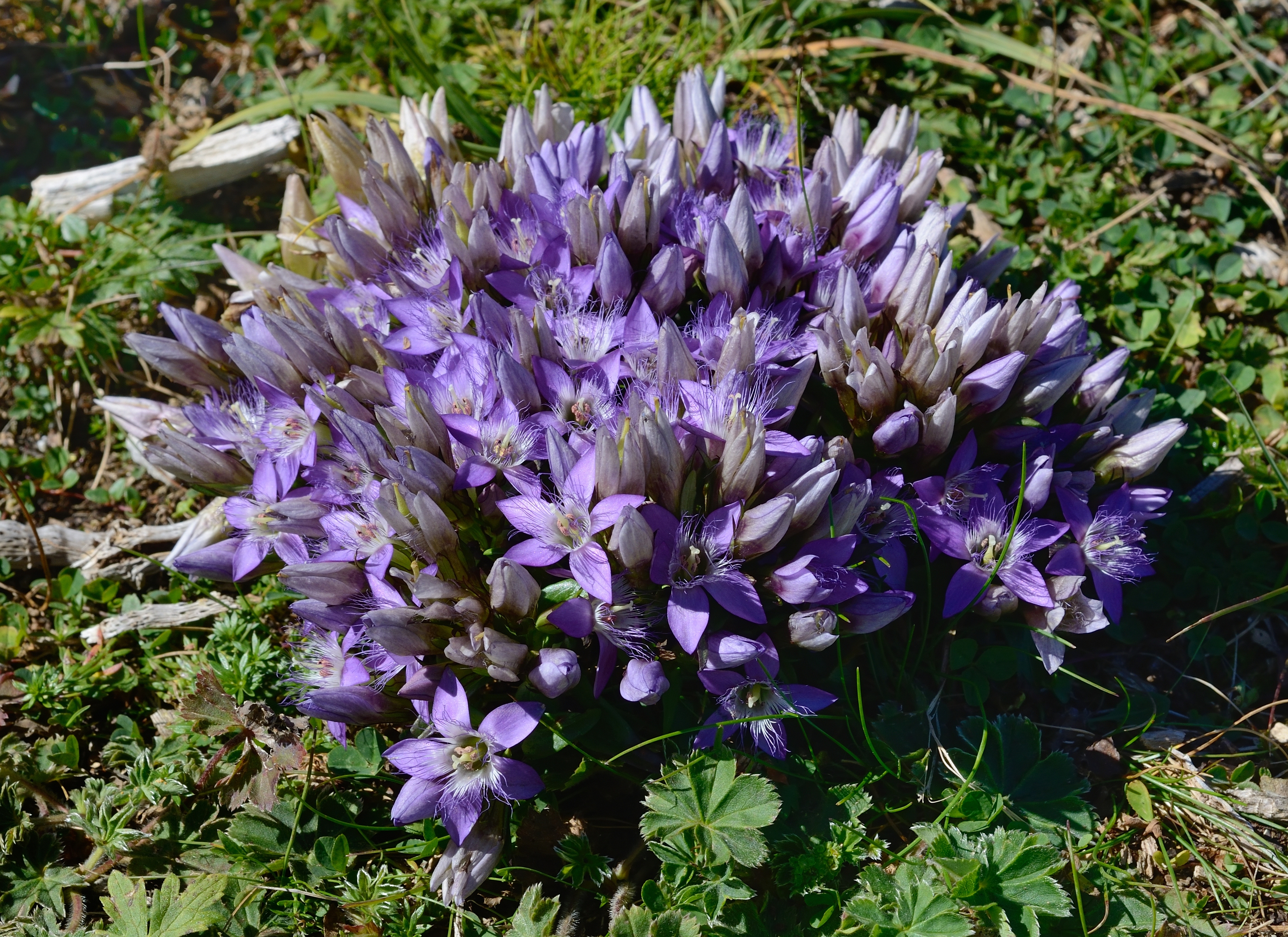
Niederösterreich im August 2012 (Gentianella austriaca)